# Pierre Labry
Pierre Labry (* 1658 in Südfrankreich; † 14. Mai 1738 in Magdeburg, Königreich Preußen) war ein französischer Wirkstuhlbauer in Magdeburg und ein Urururgroßvater von Theodor Fontane.

## Leben
Er stammte aus Langlade im Languedoc. Der Vater Jean Labry war Maurer, die Mutter hieß Suzanne Portalés. Pierre Labry wurde Schlosser.  1686/87 emigrierte er als hugenottischer Glaubensflüchtling aus Le Vigan nach Magdeburg. 1688 erhielt er dort das Bürgerrecht.
Pierre Labry baute in Magdeburg eiserne Strumpfwirkstühle, als erster in Brandenburg-Preußen, wahrscheinlich überhaupt im deutschsprachigen Raum. Er verkaufte sie, öfter auf Darlehen, dabei auch bei Einsetzen der gesamten Habe der Käufer oder mit Hypotheken auf deren Häuser. Möglicherweise verlieh er auch Geld. 1709 wurden in Magdeburg auf von ihm hergestellten Wirkstühlen etwa 18.000 Paar Strümpfe gewirkt, mehr als in jeder anderen preußischen Stadt in dieser Zeit.
Pierre Labry war seit 1690 mit Jeanne Serres (Dufer; * 1668 in Montauban; † 22. März 1718 in Magdeburg) verheiratet. Sie hatten neun Kinder. Sie waren die Stammeltern der in Preußen lebenden Familie Labry.
- Paul Labry (14. März 1692 in Magdeburg – begraben am 24. Oktober 1695 in Magdeburg)
- Jeanne Labry (um 1693 – 11. Januar 1743 in Magdeburg)
- [Name unbekannt] (um 1694 – 18. Oktober 1695 in Magdeburg)
- Pierre Labry (II.) (24. Februar 1698 in Magdeburg – 2. Januar 1739 in Magdeburg), arbeitete mit dem Vater bei der Wirkstuhlherstellung, starb ein Jahr nach diesem, wurde der Urgroßvater von Emilie Labry, der Mutter von Theodor Fontane
- Nahomi (Nohemi) Labry (7. April 1700 – 28. September 1784 in Magdeburg)
- Anibal Labry (19. September 1702 – 18. Oktober 1761 in Magdeburg), Uhrmacher, dessen Nachkommen lebten in Magdeburg
- Marie Labry (25. Juni 1705 – 7. September 1759 in Magdeburg)
- Jeanne Labry (28. Oktober 1707 – 28. September 1784 in Magdeburg)
- Anne Labry (* 6. März 1709 in Magdeburg)

Noch zu seinen Lebzeiten gab es zwischen den Söhnen und Töchtern einen erbitterten Streit um sein Testament, der erst durch den preußischen König beigelegt wurde. Trotzdem wurden die juristischen Auseinandersetzungen um sein Erbe noch jahrelang weitergeführt.